# Paula Alvarellos
Mercedes Paula Alvarellos Fondo (Puenteceso, 9 de diciembre de 1963-La Coruña, 1 de marzo de 2025) fue una abogada y política española.

## Trayectoria
Se licenció en Derecho por la Universidad de Santiago de Compostela (USC) y posteriormente cursó un Máster en Tributación y Asesoría Fiscal por el Centro de Estudios Financieros.
Trabajó como profesora del Máster de Abogacía de la USC en Lugo, y también fue profesora y colaboradora de la escuela de negocios IFFE. Ejerció como abogada y mediadora en Lugo, fue miembro del Consejo Social de la USC y trabajó en la Asociación Galega de Consumidores e Usuarios (ACOUGA). También trabajó en la inserción de trenes expresos con la asociación Concepción Arenal.
En 2019, dio el salto a la política en el Partido Socialista Obrero Español (PSOE) de Lugo. Tras las elecciones municipales de 2019, formó parte del Gobierno de Lara Méndez como Teniente de Alcalde Delegado del Área de Gobernación: Economía y Recursos Humanos, y Sostenibilidad Urbana y Recursos Internos del Ayuntamiento de Lugo.
El 18 de enero de 2024  fue nombrada Alcaldesa de Lugo tras la dimisión de Lara Méndez para presentarse a las elecciones al Parlamento de Galicia.
El 28 de febrero de 2025, durante la ceremonia de apertura de las festividades de Entroido, sufrió un infarto. Alvarellos se encontraba estable en el momento de la primera intervención en el Hospital Universitario Lucus Augusti (HULA). Su estado se complicó en las horas siguientes y se la trasladó con urgencia al centro hospitalario de La Coruña, especializado en procedimientos cardiovasculares complejos. A pesar de los esfuerzos médicos, falleció el 1 de marzo de 2025.